# 大島汽船
大島汽船株式会社（おおしまきせん）は、宮城県気仙沼市の海運会社。気仙沼湾内の遊覧船を運航している。かつては離島である大島（気仙沼大島）と気仙沼港を結ぶ航路を運航していた。

## 概要
気仙沼港および気仙沼大島（浦の浜）を発着し、気仙沼大島大橋を経由して大島の北側の海域まで周遊する、気仙沼湾内の遊覧船事業を行っている。
大島への定期航路を運航していた当時、個人経営の渡船を除けば島と本土を結ぶ唯一の交通手段であった。2014年度の運送実績は旅客約66万人、車両約8万台。
東日本大震災では所有する船舶7隻全てが被災したが、他社から船舶の応援を受け発災から約20日間で旅客船の運航を再開、翌4月には江田島市から「ドリームのうみ」の無償貸与を受けフェリーの運航も再開した。
大島と本土の間は最短で230m程度しか離れておらず、宮城県が大島架橋事業として気仙沼大島大橋と接続道路の建設を進め、2019年4月7日に架橋が開通した。同日最終便を以て大島航路は廃止となり、大島汽船は観光船事業を継続している。

## 航路
湾内周遊航路
- 気仙沼ベイクルーズ - 4月 - 11月の土曜日・日曜日の他、ゴールデンウィーク、お盆期間などに運航。
  - 気仙沼発着コース（南町海岸発着、所要時間50分）- 震災後は運航を休止していたが2015年より再開。
  - 大島発着コース（浦の浜発着、所要時間50分） - 2021年より運行開始[5]。

大島航路 (廃止)
- 気仙沼港（エースポート） - 大島（浦ノ浜港）

1日20往復を運航。日中は全てフェリー便で、19時以降の4往復およびドック期間中の一部便は旅客船による運航であった。

## 船舶

### 運航中の船舶
- ファンタジー

1990年7月竣工、ニュージャパンマリン建造。
152総トン、全長32 m、幅7 m、深さ2.9 m、機関出力1,100 PS、航海速力14.3ノット、旅客定員300名
神戸シーバスで運航されていたものを購入。
- グリーンパールII

2012年竣工、ニュージャパンマリン建造。
19総トン、旅客定員95名
- やしま丸

2021年就航、ニュージャパンマリン建造。
19総トン、旅客定員151名

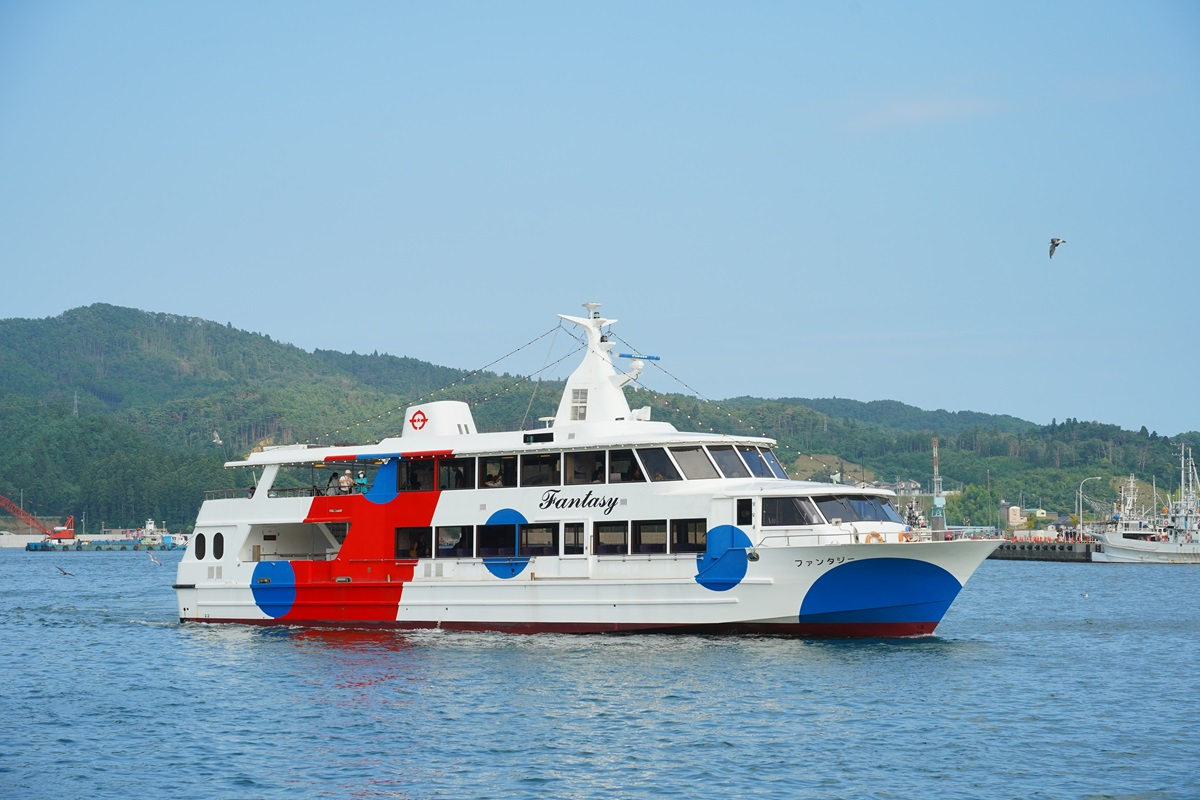
ファンタジー（2023年8月）
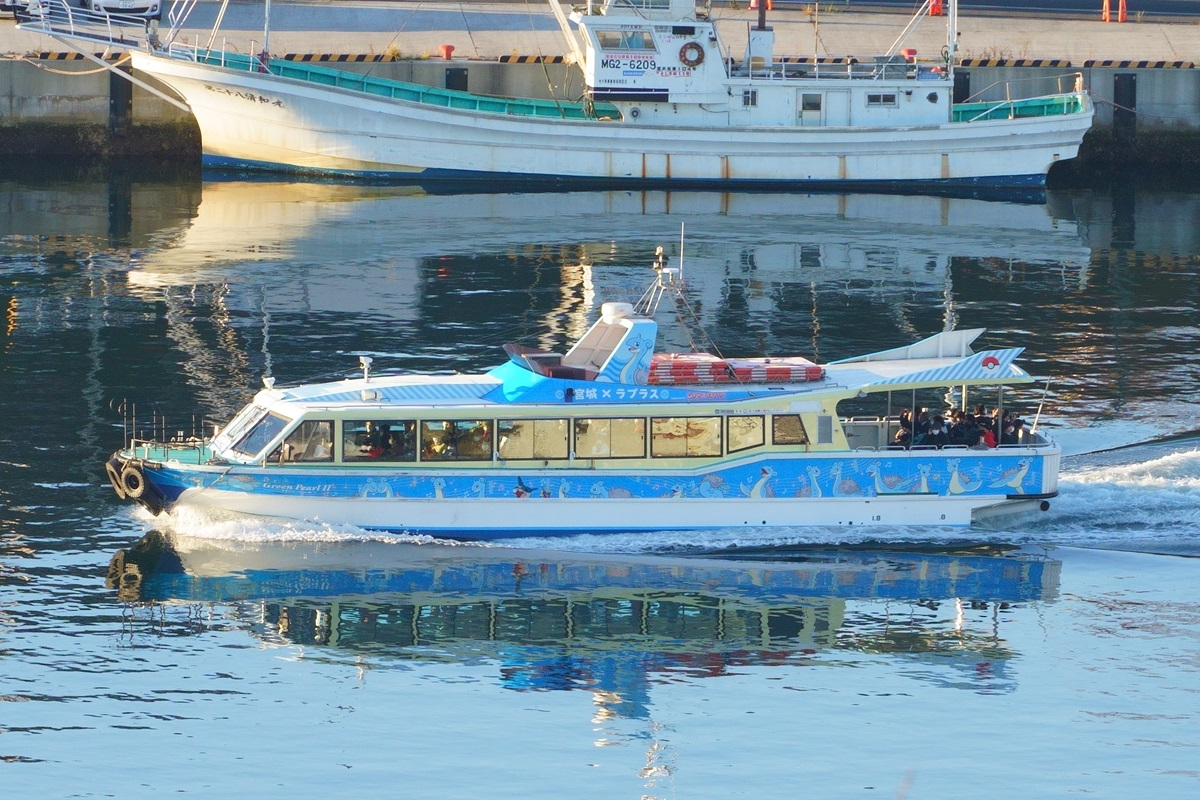
グリーンパールII（2022年11月）
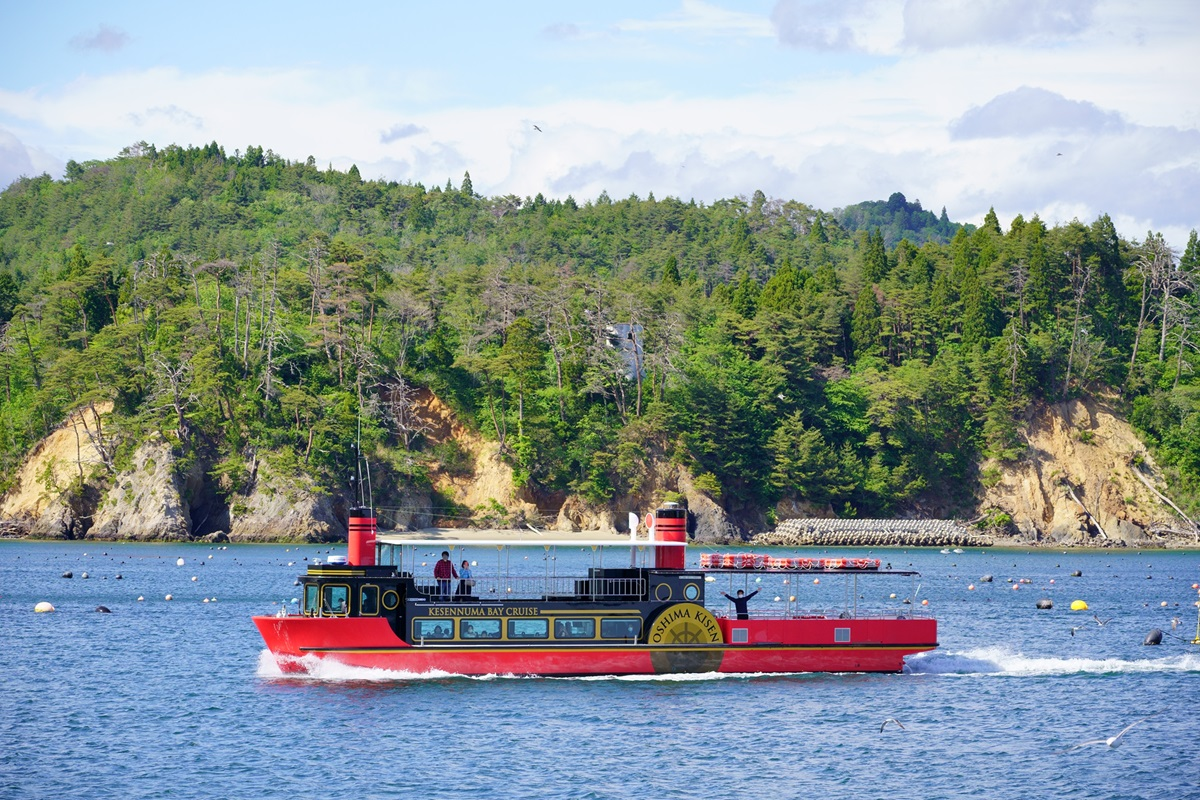
やしま丸（2021年5月）

### 過去の船舶

#### フェリー
- フェリー亀山

2004年6月竣工、本瓦造船建造、鉄道建設・運輸施設整備支援機構共有
306総トン、全長49.80m、垂線間長32.00m、幅10.50m、深さ3.30m、喫水2.25m、旅客定員250名、大型車4台または普通車18台

航路廃止とともに広島県の土生商船グルーブが購入。須波港-沢港 航路や同グループ会社が運行する航路の代船としても使用されている。しばらくの間広島県内でもフェリー亀山の塗装で運行された。2023年現在、「第八かんおん」に名称及び塗装を変更されたものの、フェリー亀山の銘板跡やカモメとのふれあいスペース等、気仙沼で運用されていた当時の名残が船内に多く残されている。
- ドリーム大島

2012年6月29日竣工、7月14日就航、本瓦造船建造、建造費約3億8千万円
199総トン、全長45.36m、幅10.00m、深さ3.30m、吃水2.25m、旅客定員194名、大型車4台または普通車11台
- ドリームのうみ

2011年4月27日運航開始、2012年2月29日最終運航、江田島市より無償貸与
- フェリー大島

平成4年に地元気仙沼の吉田造船鉄工所で建造されたものである。尚、本船は東北地方太平洋沖地震の津波により発生した火災で炎上し、廃船となっている。
- おおしま

おおしまは本瓦造船の仲介を経て2011年11月3日に大島汽船に無償譲渡され、2012年1月27日より就航した。尚、本船は危険物車両の運搬に活躍した後、2012年8月21日の船舶検査満了により引退、売却されている。

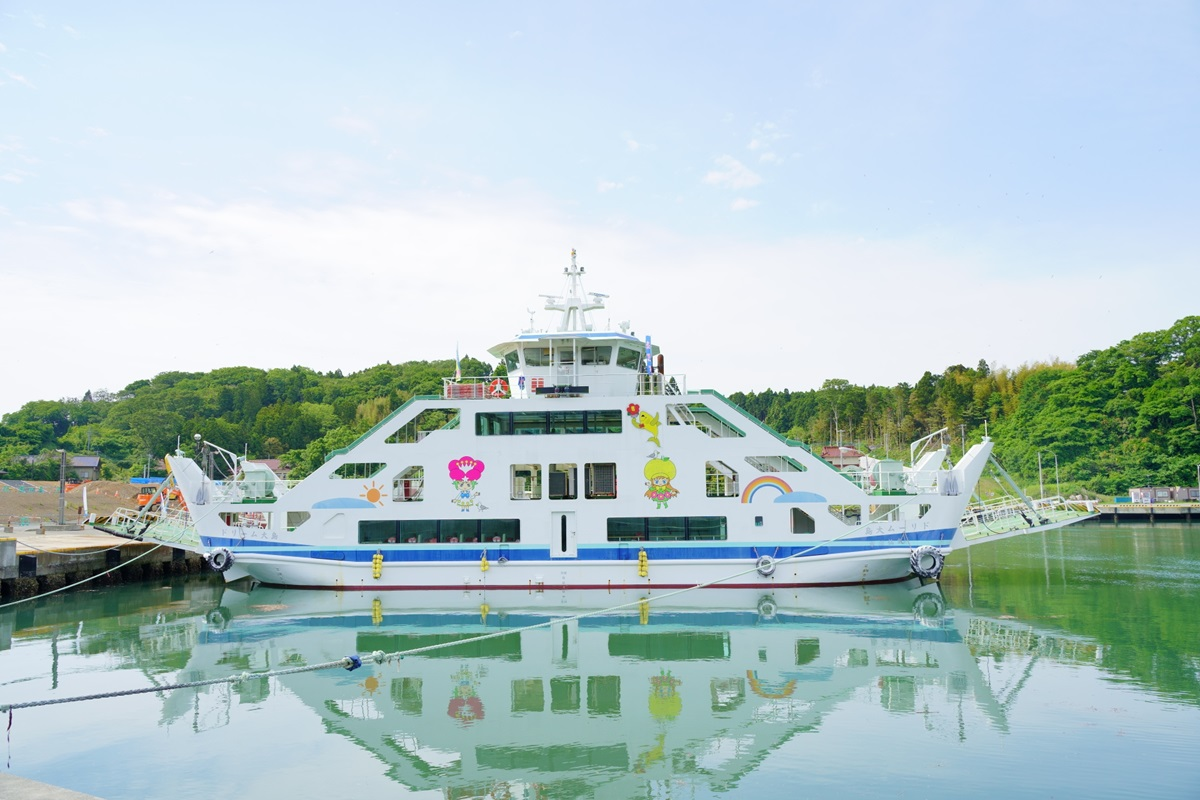
退役後のドリーム大島（2021年6月）

#### 旅客船
- 海来（みらい）

1986年4月竣工、木戸浦造船建造、鉄道建設・運輸施設整備支援機構共有、160総トン、最大出力650PS、航海速力11.1ノット、旅客定員300名
- はつかり

12総トン、旅客定員12名
- みしお

1996年3月15日竣工 横浜ヨット建造 77総トン、全長26.00m、垂線間長23.00m、型幅6.00m、型深さ2.00m、新潟6NSE-M×1基、機関出力550PS、航海速力13ノット、旅客定員260名
※元塩竈市営汽船 2018年8月購入
- カメリアキッス

1999年竣工、アイ・エイチ・アイ・アムテック建造。
109総トン
東北地方太平洋沖地震の津波により行方不明
- 海王(かいおう)

気仙沼湾内のみで見られた在来型客船の最後の一隻であったが東北地方太平洋沖地震の津波で気仙沼市小々汐付近で座礁し、廃船となっている。
- はやぶさ

丸文松島汽船から購入した中古船であり、震災の津波により大島・浦の浜で｢海王｣、｢フェリー亀山｣と共に打ち上げられた。尚、復帰後｢グリーンパールⅡ｣の就航に伴い引退し、売船されている。